# گورستان خارجی‌ها (مسجدسلیمان)
گورستان خارجی ها مسجدسلیمان یکی از گورستان‌های مرتبط با دین مسیحیت، در شهر مسجدسلیمان است که در سال ۱۹۱۰ میلادی برابر با ۱۲۸۸ شمسی بنا شده‌است.